# Stesilea inornata
Stesilea inornata là một loài bọ cánh cứng trong họ Cerambycidae.